# André Bessette
André Bessette (Mont-Saint-Grégoire, 9 de agosto de 1845 - Montreal, 6 de enero de 1937), conocido también como hermano Andrés, fue un religioso canadiense, perteneciente a la Congregación de Santa Cruz. Fue el creador del Oratorio de San José.
Fue declarado venerable en 1978 y fue beatificado por el papa Juan Pablo II en 1982. Fue canonizado en 2010 por el papa Benedicto XVI. Su fiesta se celebra el 6 de enero.

## Biografía
Nació, como Alfred Bessette, en Mont-Saint-Grégoire, en la antigua provincia de Canadá Este (Quebec), una pequeña ciudad situada a 40 km al sureste de Montreal. Bessette fue el octavo de 12 hijos (cuatro de los cuales murieron en la infancia). Estaba tan débil cuando nació que el cura lo bautizó "condicionalmente" al día siguiente, completando un ritual de emergencia realizado en su nacimiento. Era de una familia de clase trabajadora: su padre, Isaac Bessette, era carpintero y leñador. En su trabajo construía carretas. Su madre, Clothilde Foisy Bessette, se ocupó de la educación de sus hijos. En 1849, habiendo poco empleo y con su familia viviendo en la pobreza, Isaac decidió mudarse a Farnham, en Quebec, donde esperaba ganarse la vida como maderero. Tragicamente, perdió la vida en un accidente, aplastado por un árbol que se estaba cayendo, cuando Alfred solo tenía nueve años. Su madre se quedó viuda a la edad de 40 años con diez hijos a su cuidado. Ella murió de tuberculosis a los tres años y Alfred pasó a estar huérfano a la edad de 12 años.
Fue acogido por su tía materna, Marie-Rosalie, y su esposo, Timothée Nadeau, en Saint-Césaire. Hizo catequesis y fue confirmado por el obispo de Saint-Hyacinthe, Jean-Charles Prince, el 7 de junio de 1858. Trabajó en el transporte de materiales de construcción. Cuando Timothée Nadeau se fue a buscar oro a California en 1860, el alcalde de Saint-Césaire, Louis Ouimet, le dio trabajo en su granja. Después trabajó en Farnham, Saint-Jean (Saint-Jean-sur-Richelieu), Waterloo y Chambly. En 1862 regresó a Saint-Césaire, donde trabajó como aprendiz de panadero y zapatero.
Entre 1863 y 1863 estuvo en los Estados Unidos. Se instaló en Connecticut, donde trabajó en la industria, en molinos de algodón y en granjas.
El párroco, André Provençal, notó su devoción y generosidad desde joven. Decidió presentar a Alfred a la Congregación de la Santa Cruz en Montreal. Escribió una carta de recomendación para el encargado del noviciado diciendo que le enviaba a un santo. Aunque al principio fue rechazado por la orden debido a su mala salud, el arzobispo de Montreal, Ignace Bourget, intervino en su beneficio y, en 1872, Alfred fue aceptado. Hizo sus votos como hermano lego el 2 de febrero de 1874, a los 28 años. Tomó el nombre religioso de André.

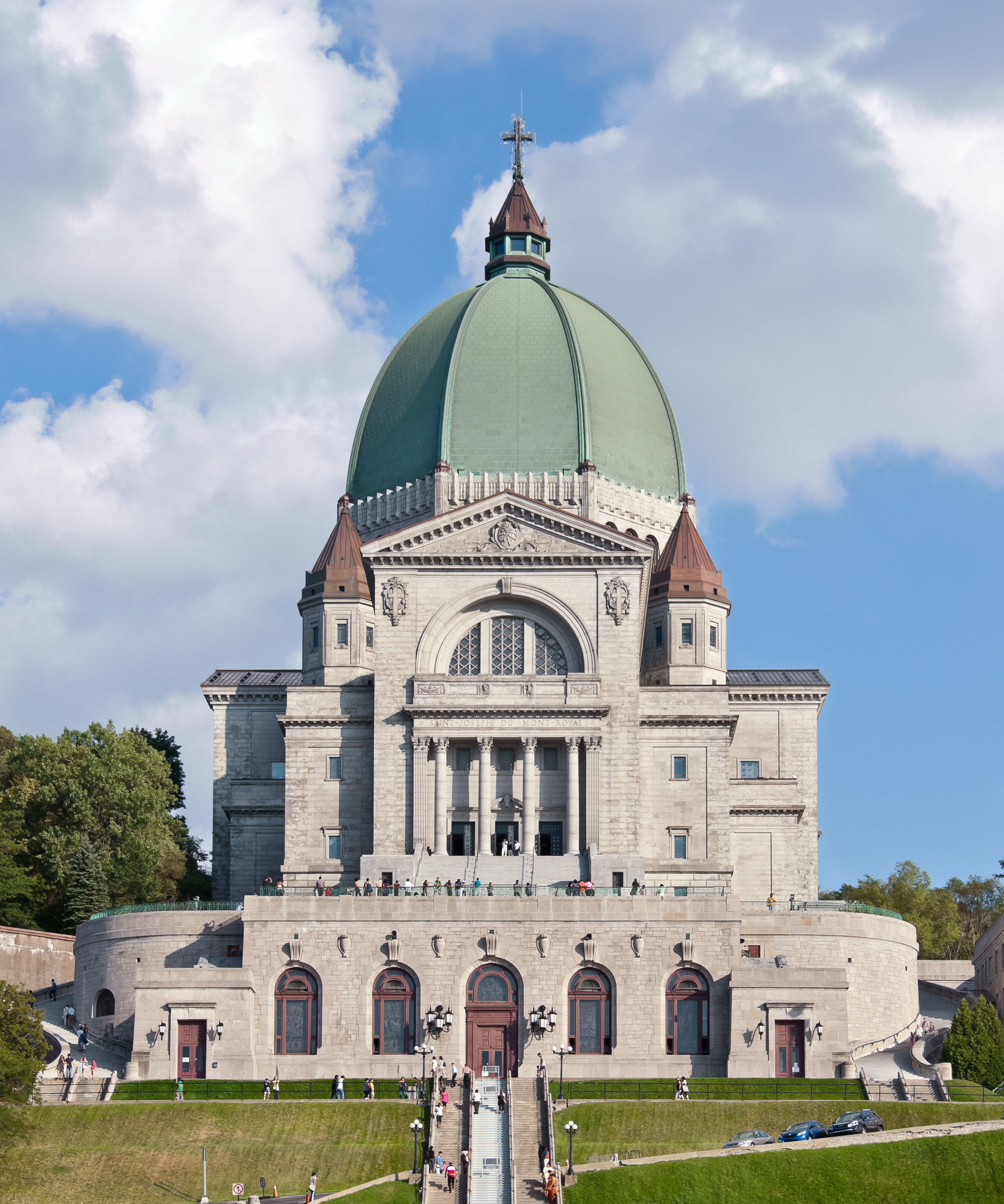
Oratorio de San José.

André pasó a ser portero del Colegio de Notre-Dame du Sacré-Coeur, en Côte-des-Neiges, Quebec, con deberes adicionales de sacristán, trabajador de la lavandería y mensajero. Él dijo: "cuando me uní a esta comunidad, los superiores me mostraron la puerta, y permanecí ahí 40 años".
André construyó una pequeña capilla de madera cerca del colegio. Allí colocó una imagen de San José a la que se habían atribuido poderes milagrosos. La habían traído los primeros hermanos de la Santa Cruz, que habían llegado a Canadá desde Francia. En 1892 el hermano Alderic y Père Geoffrion, el superior del seminario, plantaron una medalla de San José bajo un pino alto cerca de ese lugar. La capilla empezó a ser frecuentada por novicios y visitantes. Entonces empezaron a reportarse hechos milagrosos relacionados con la capilla y con André Bessette. El arzobispo Paul Bruchési creyó en la veracidad de estos hechos, dada la devoción de la gente. En 1896 la Congregación de la Santa Cruz compró el terreno, al que llamó Parque de San José.
André Bessete promovió la construcción de un santuario en este lugar en 1904. Dada la gran cantidad de peregrinos, se decidió construir un santuario de mayor tamaño, que fue terminado en 1917. En 1924 comenzó la construcción de la Basílica Oratorio de San José, que fue finalizada en 1967.
Se le considera taumaturgo. Cuando hubo una epidemia en un colegio cercano, André se ofreció voluntario como enfermero y no murió nadie. Mucha gente iba a que él les curase. Se considera que curó a unas 10 000 personas en su vida. Inspirado por una devoción que había escuchado que era de Francia, usaba aceite de la lámpara que iluminaba la imagen de San José para las unciones de enfermos y les decía que rezaran a san José. Él decía que no curaba, sino que lo hacía san José.
Al final necesitó cuatro secretarios para las 80 000 cartas que recibía cada año.
Murió en Montreal, el 6 de enero de 1937, a la edad de 91 años. Su sepulcro se encuentra en el Oratorio de San José.
Fue beatificado por el papa Juan Pablo II el 23 de mayo de 1982 en la Plaza de San Pedro de la Ciudad del Vaticano. En su visita a Canadá en septiembre de 1984, Juan Pablo II visitó el oratorio y rezó frente a la tumba del hermano André. Su canonización tuvo lugar el 17 de octubre de 2010 por el papa Benedicto XVI en la Plaza de San Pedro del Vaticano. Cada proceso, de beatificación y canonización, contó con un milagro de sanación respectivamente.